# Вільям Герт
Ві́льям Ге́рт (англ. William Hurt; 20 березня 1950, Вашингтон — 13 березня 2022, Портленд, Орегон) — американський актор, який був особливо популярним у 1980-х роках, майстер утілення складних психологічних образів широкого діапазону.

## Життєпис
Вільям Герт народився у Вашингтоні, в сім'ї урядовця, але дитинство провів в Океанії, де його батько служив дипломатом. Після розлучення мати одружилася з власником журнальної імперії «Тайм Інкорпорейтед» і переїхала з дітьми в Нью-Йорк. Вирішивши стати теологом, Герт почав відвідувати університет Тафта. Вільям одружився з акторкою Мері Бет Герт, вивчав акторське ремесло в Лондоні. Після розлучення з дружиною приїхав на мотоциклі на шекспірівський фестиваль в Ештон, де зіграв свою першу помітну роль — Гамлета. Після цього зумів здобути місце в одному з театрів Нью-Йорка.
Герт дебютував у кіно, зігравши одну з головних ролей у фантастичному фільмі Кена Рассела «Інші іпостасі» (1980). Після того, як він знявся в «Жарі тіла» (1981), Герта почали називати новим секс-символом. Однак самого актора приваблювали менш однозначні ролі — такі як в'язень-гей у драмі «Поцілунок жінки-павука» (1985), за яку він отримав премії «Оскар» і BAFTA, а також приз Каннського кінофестивалю як найкращий актор.
У кінці 1980-х років кінокар'єра Герта переживає підйом. Він знову номінується на «Оскар» за фільми «Діти меншого бога» (1986) і «Теленовини» (1987). Не менш прихильно критики прийняли його роботи у фільмах «Турист мимоволі» (1988) і «Коли настане кінець світу» (1991).
Особисте життя Герта в цей період було особливо заплутаним. Крім швидкоплинного зв'язку з Марлі Метлін, у нього народилася дочка від відомої французької акторки Сандрін Боннер, два сини від Гейді Гендерсон і ще один син від цивільної дружини — балерини Сандри Дженнінгс.
Протягом 1990-х років Герт знімався в кіно відносно рідко, вважаючи за краще працювати для телебачення. Його повернення до Голлівуду почалося у 2001 році, коли Стівен Спілберг запросив його на ключову роль у фантастичний блокбастер «Штучний розум» (2001). Після цього Герт зіграв у Стівена Гегана в «Сіріані» і у Роберта де Ніро в «Хибній спокусі», а його коротка, але виразна роль у фільмі «Виправдана жорстокість» (2005) була номінована на «Оскар». Дехто з критиків відзначав, що персонаж Герта з'являється у фільмі всього на 10 хвилин, що, однак, не зупинило академіків у бажанні висунути актора на премію.

## Фільмографія
| Рік       |    | Українська назва                 | Оригінальна назва                  | Роль                                    |
| --------- | -- | -------------------------------- | ---------------------------------- | --------------------------------------- |
| 1978      | тф |                                  | Verna: USO Girl                    | Волтер                                  |
| 1980      | ф  | Змінені стани                    | Altered States                     | професор Едвард Джессап                 |
| 1981      | ф  | Очевидець                        | Eyewitness                         | Дерілл Дівер                            |
| 1981      | ф  | Жар тіла                         | Body Head                          | Нед Расін                               |
| 1983      | ф  | Велике розчарування              | The Big Chill                      | Нік Карлтон                             |
| 1983      | ф  | Парк Горького                    | Gorky Park                         | Аркадій Ренко                           |
| 1985      | ф  | Поцілунок жінки-павука           | Kiss Of The Spider Woman           | Луїс Моліна                             |
| 1987      | ф  | Теленовини                       | Broadcast News                     | Том Гранкі                              |
| 1988      | ф  |                                  | A Time of Destiny                  | Мартін Ларранета                        |
| 1988      | ф  | Турист мимоволі                  | The Accidental Tourist             | Мейкон Лірі                             |
| 1990      | ф  | Еліс                             | Alice                              | Даг Тейт                                |
| 1990      | ф  | Я люблю тебе до смерті           | I Love You to Death                | Гарлан Джеймс                           |
| 1991      | ф  | Коли настане кінець світу        | Bis ans Ende der Welt              | Сем Фарбер / Тревор Мак-Фі              |
| 1991      | ф  |                                  | The Doctor                         | доктор Джек Маккі                       |
| 1992      | ф  |                                  | The Plague                         | доктор Бернар Ріє                       |
| 1993      | ф  |                                  | Mr. Wonderful                      | Том                                     |
| 1994      | ф  |                                  | Trial by Jury                      | Томмі Весі                              |
| 1994      | ф  |                                  | Second Best                        | Грем Холт                               |
| 1995      | ф  |                                  | Smoke                              | Пол Бенджамін                           |
| 1996      | ф  | Диван у Нью-Йорку                | Un divan à New York                | Генрі Гаррістон                         |
| 1996      | ф  | Майкл                            | Michael                            | Френк Квінлан                           |
| 1996      | ф  | Джейн Ейр                        | Jane Eyre                          | Едвард Рочестер                         |
| 1998      | ф  | Загублені у космосі              | Lost in Space                      | професор Джон Робінсон                  |
| 1998      | ф  | Темне місто                      | Dark City                          | інспектор Френк Бамстед                 |
| 1998      | ф  | Справжні цінності                | One True Thing                     | Джордж                                  |
| 2000      | с  | Дюна                             | Frank Herbert's Dune               | Лето Атрід (3 серії)                    |
| 2000      | ф  | Заражений                        | Contaminated Man                   | Девід Вітмен                            |
| 2001      | ф  | Штучний розум                    | A.I. Artificial Intelligence       | професор Аллен Хобі                     |
| 2001      | тф |                                  | Varian's War                       | Варіан Фрай                             |
| 2002      | ф  |                                  | Tuck Everlasting                   | Ангус Так                               |
| 2002      | ф  | У чужому ряді                    | Changing Lanes                     | спонсор                                 |
| 2004      | ф  | Таємничий ліс                    | The Village                        | Едвард Вокер                            |
| 2005      | ф  | Виправдана жорстокість           | A History of Violence              | Річі К'юсак                             |
| 2005      | ф  | Сиріана                          | Syriana                            | Стен                                    |
| 2006      | с  | Кошмари і фантазії Стівена Кінга | Nightmares & Dreamscapes           | Джейсон Реншоу (епізод: "Battleground") |
| 2006      | ф  | Хибна спокуса                    | The Good Shepherd                  | Філіп Аллен                             |
| 2007      | ф  | Хто ви, містере Брукс?           | Mr. Brooks                         | Маршалл                                 |
| 2007      | ф  | Тепер я йду у дику далечінь      | Into the Wild                      | Волт МакКендлесс                        |
| 2008      | ф  | Точка обстрілу                   | Vantage Point                      | Генрі Ештон                             |
| 2008      | ф  | Неймовірний Халк                 | The Incredible Hulk                | Таддеус Росс                            |
| 2009      | ф  |                                  | The Countess                       | Дьорд Турзо                             |
| 2009      | с  | Сутичка                          | Damages                            | Деніел Перселл (10 серій)               |
| 2010      | ф  | Робін Гуд                        | Robin Hood                         | Вільям Маршал                           |
| 2011      | с  |                                  | Moby Dick                          | капітан Ахав (2 серії)                  |
| 2011      | тф |                                  | Too Big to Fail                    | Генрі Полсон                            |
| 2013      | тф | Челленджер                       | The Challenger Disaster            | Річард Фейнман                          |
| 2013      | ф  | Гостя                            | The Host                           | Джеб Страйдер                           |
| 2013      | ф  | Зникнення Елеанор Ріґбі          | The Disappearance of Eleanor Rigby | Джуліан Ріґбі                           |
| 2014      | ф  | Зимова фантазія                  | Winter's Tale                      | Ісаак Пенн                              |
| 2014      | ф  | Дні та ночі                      | Days and Nights                    | Герб                                    |
| 2015      | с  | Люди                             | Humans                             | Джордж Міллікан (7 серій)               |
| 2016—2021 | с  | Голіаф                           | Goliath                            | Дональд Куперман (14 серій)             |
| 2016      | ф  | Перший месник: Протистояння      | Captain America: Civil War         | Таддеус Росс                            |
| 2018—2020 | с  | Кондор                           | Condor                             | Боб Партрідж (11 серій)                 |
| 2018      | ф  | Месники: Війна нескінченності    | Avengers: Infinity War             | Таддеус Росс (камео)                    |
| 2019      | ф  | Месники: Завершення              | Avengers: Endgame                  | Таддеус Росс (камео)                    |
| 2021      | ф  | Чорна вдова                      | Black Widow                        | Таддеус Росс                            |
| 2021      | с  | Міфічний квест                   | Mythic Quest                       | Пітер Кромвель (епізод: "Peter")        |
| 2022      | ф  | Дочка короля                     | The King's Daughter                | Пер Лашез                               |
| 2022—2023 | мс | Пантеон                          | Pantheon                           | Стівен Холстром (8 серій)               |